# Feigères
Feigères település Franciaországban, Haute-Savoie megyében. Lakosainak száma 1842 fő (2022. január 1.). Feigères Saint-Julien-en-Genevois, Beaumont, Neydens, Présilly és Viry községekkel határos.

## Népesség
A település népességének változása:
| Lakosok száma | 1554 | 1561 | 1597 | 1682 | 1683 | 1757 | 1791 | 1816 | 1842 |
|               | 2013 | 2015 | 2016 | 2017 | 2018 | 2019 | 2020 | 2021 | 2022 |